# Гајмерсхајм
Гајмерсхајм (њем. Gaimersheim) град је у њемачкој савезној држави Баварска. Једно је од 30 општинских средишта округа Ајхштет. Према процјени из 2010. у граду је живјело 11.114 становника. Посједује регионалну шифру (AGS) 9176126.

## Географски и демографски подаци
Гајмерсхајм се налази у савезној држави Баварска у округу Ајхштет. Град се налази на надморској висини од 384 метра. Површина општине износи 28,2 km². У самом граду је, према процјени из 2010. године, живјело 11.114 становника. Просјечна густина становништва износи 394 становника/km².